# Houville-en-Vexin
Houville-en-Vexin är en kommun i departementet Eure i regionen Normandie i norra Frankrike. Kommunen ligger i kantonen Fleury-sur-Andelle som tillhör arrondissementet Les Andelys. År 2022 hade Houville-en-Vexin 234 invånare.

## Befolkningsutveckling
Antalet invånare i kommunen Houville-en-Vexin
Referens:INSEE